# دی‌جی خالد
خالد محمد «دی‌جی» خالد (به انگلیسی: Khaled Mohamed "DJ" Khaled) تهیه‌کننده موسیقی و دی جی اهل لوئیزیانا در آمریکا است که با نام دی‌جی خالد شناخته می‌شود. بیشتر معروفیت وی برای برنامه رادیویی WEDR در رادیو میامی است. او یک دی جی برای موسیقی هیپ هاپ می‌باشد. اولین آلبوم وی در سال ۲۰۰۶ با نام Listennn... the Album منتشر شد که مقام دوازدهم را در بیلبورد ۲۰۰ به‌دست آورد. خالد از یک پدر و مادر فلسطینی به دنیا آمد. خالد در سال ۲۰۰۷ آلبومی با نام We the Best منتشر کردو و در آن آهنگ‌های "I'm So Hood" به همراهی تی-پین، تریک ددی و ریک راس و آهنگ "We Takin' Over" به همراهی ایکان، تی.آی., لیل وین و ریک راس از آهنگ‌های پرفروش بودند که آهنگ "We Takin' Over" مقام یازدهم را در بیلبورد ۱۰۰ به‌دست آورد.
او در سال ۲۰۱۷ با آلبوم Major Key نامزد دریافت ‌جایزه گرمی در بخش بهترین آلبوم رپ و نامزد دریافت جایزه موزیک‌ویدیوی ام‌تی‌وی در چهار بخش ویدیوی سال، بهترین همکاری، بهترین کارگردانی هنری و ترانه تابستان برای ترانه افکار وحشیانه (Wild Thoughts) شد.

## جنجال تبلیغات مخفی
یکی از فعالیت‌های دی‌جی خالد انتشار ویدیوهایی با اهداف مارکتینگ و تبلیغاتی است، در پی ویدیوهایی تبلیغی که دی‌جی‌خالد در صفحات مجازی خود منتشر می‌کرد، این سلبریتی مورد انتقاد قرار گرفت، که ویدیوهای وی با وجود اینکه تبلیغی هستند اما بدون اشاره به این موضوع منتشر می‌شوند و تأثیرات منفی بر روی قشر کم‌سن سال دارند. این انتقادات توسط سازمان تروث‌این‌ادورتایزینگ انجام شد که به دنبال تبلیغات سالم و نظارت بر امر تبلیغات درست و مارکتینگ صحیح می‌باشد. سایت تینادات‌اورگ نیز شکایتی را علیه دی‌جی‌خالد به دلیل مارکتینگ با فریب انجام داده‌است.

## آلبوم‌ها
- 2006: Listennn... the Album
- 2007: We the Best
- 2008: We Global
- 2010: Victory
- 2011: We the Best Forever
- 2013: Suffering From Success
- 2016: Major Key
- 2017: Grateful
- Father Of Asahd :2019
- 2021: KHALED KHALED
- 2022 : God Did